# Емірат Афганістан
33°56′0″ пн. ш. 66°11′0″ сх. д. / 33.93333° пн. ш. 66.18333° сх. д.
Емірат Афганістан (відомий як Кабульський емірат до 1855) — держава на території сучасного Афганістану та частин сучасного Пакистану (до 1893), протекторат Великої Британії до 1919 року.

## Історія
Після чергової англо-афганської війни у 1879 році емір Мухаммед Якуб-хан підписав угоду, відповідно до якої Афганістан став протекторатом Великої Британії.
Потім еміром Афганістану став Абдуррахман, який до цього переховувався у Російській імперії. За Абдур-Рахмана наприкінці XIX століття Велика Британія та Росія спільно визначили сучасні межі Афганістану, що існують донині.
У 1919 році Аманулла-хан проголосив незалежність Афганістану від Великої Британії, яку привітала влада Радянської Росії, дипломатичні відносини з якою встановились цього ж року. Після останньої англо-афганської війни Велика Британія була змушена визнати незалежність Афганістану 1926 року. Невдовзі емірат було скасовано у 1929 році і перетворено на Королівство Афганістан.

## Нотатки
1. ↑  Despite agreeing to the terms of the Treaty of Gandamak, Abdur Rahman Khan held Afghanistan as a de-facto independent state by holding external affairs with other nations such as Persia and Russia, and often opposing the British.
2. ↑    - перс. امارت افغانستان, трансліт. Amārat-i Afghānistān
  - пушту د افغانستان امارت, трансліт. Da Afghānistān Amārat